# Hugo Eberlein
Pour les articles homonymes, voir Eberlein.
 (novembre 2017).
Si vous disposez d'ouvrages ou d'articles de référence ou si vous connaissez des sites web de qualité traitant du thème abordé ici, merci de compléter l'article en donnant les références utiles à sa vérifiabilité et en les liant à la section « Notes et références ».
Hugo Eberlein, né le 4 mai 1887 à Saalfeld dans le duché de Saxe-Meiningen et exécuté le 16 octobre 1941 à Moscou en URSS, est un homme politique allemand, d'idéologie communiste.

## Biographie
Dessinateur industriel, Hugo Eberlein adhère en 1906 au SPD (parti à l'époque marxiste révolutionnaire).
En 1914, il fait partie de la minorité du SPD qui refuse la guerre mondiale, et en particulier le vote des crédits de guerre. Il rejoint le groupe de la gauche du SPD, constitué autour de Rosa Luxemburg et Karl Liebknecht, qui édite les Lettres de Spartacus et devient ensuite la Ligue spartakiste (Spartakusbund).
Exclu du SPD comme tous les opposants à la guerre, il est membre du parti social-démocrate indépendant d'Allemagne dès sa fondation en 1917.
Au cours de la révolution allemande il participe à la création du Parti communiste d'Allemagne (KPD). En mars 1919, il est délégué du KPD au congrès de création de l'Internationale communiste. Mandaté pour voter contre la création « par en haut » d'une structure inféodée au nouveau pouvoir d'État russe, il s'abstient finalement au moment du vote.
En avril 1921, il s'oppose, sans succès, à l'exclusion de Paul Levi. Lui-même est officiellement exclu de la direction du KPD en 1929.
En 1933, l'arrivée au pouvoir des nazis, qui interdisent les partis communistes, l'oblige à s'exiler en France. Il est arrêté à Strasbourg en 1935.
Il est par la suite accusé par Gringoire, relayé par d'autres journaux, de financer les partis communistes d'Europe avec des fonds provenant de l'Internationale et en réalité d'URSS[réf. nécessaire].
Eberlein part alors pour la Suisse, puis en 1936 s'exile en URSS. Tombé sous le coup de la terreur stalinienne comme ancien partisan de Rosa Luxembourg, en juillet 1937, il est interrogé et torturé pendant dix jours et nuits, en janvier 1938. Amené à la prison de Lefortovo, en avril 1938, il est torturé pendant plusieurs semaines et condamné, en 1939, à 15 ans de goulag à Vorkuta. Renvoyé à Moscou en 1941, il est à nouveau jugé, condamné à mort, le 30 juillet, et exécuté, le 16 octobre 1941.
Après avoir fait l’objet d’une réhabilitation, Eberlein est devenu un héros national en RDA ; son nom a même été donné à un régiment de garde de l’Armée populaire est-allemande.